# Pojazd wieżowy

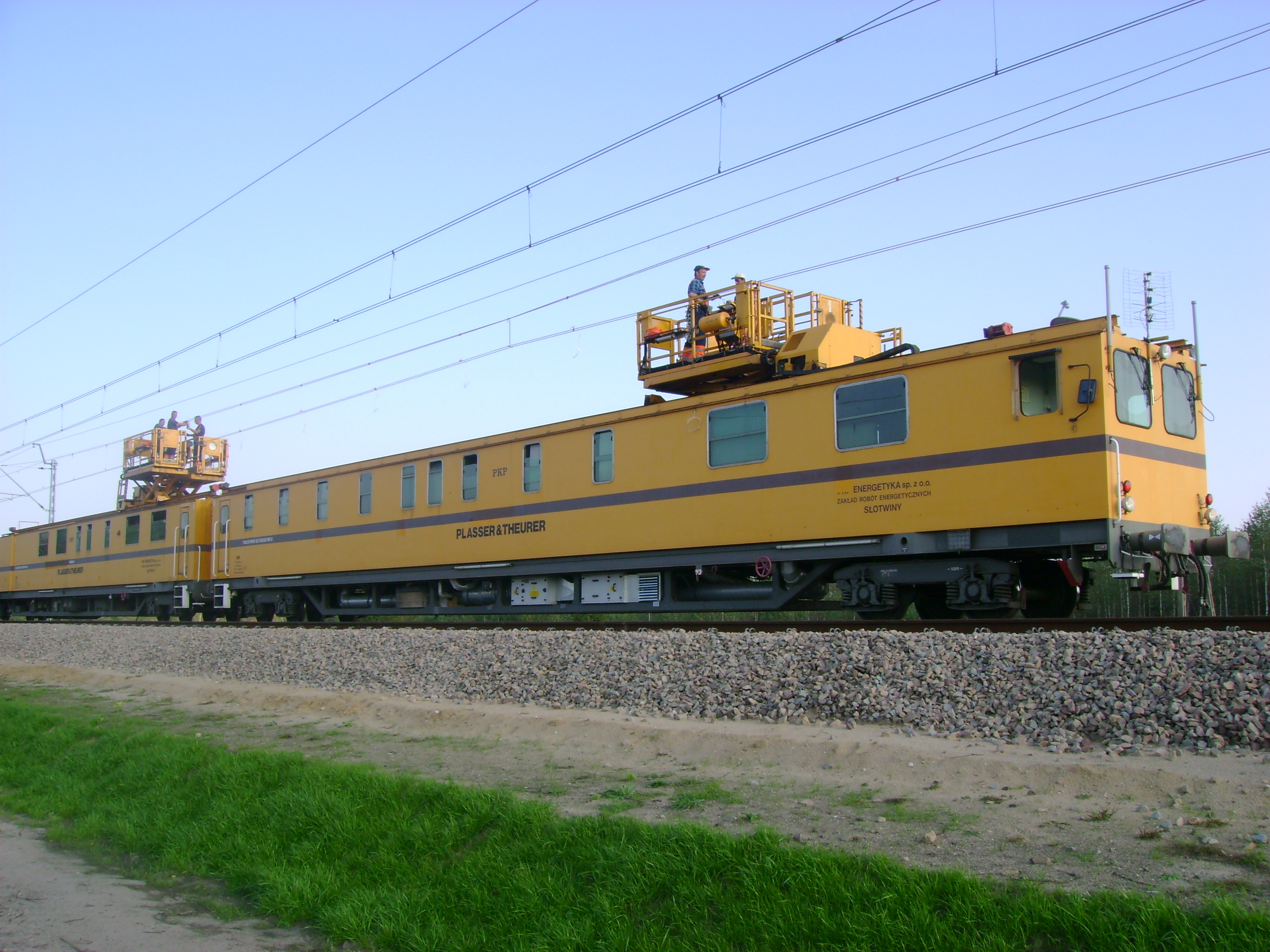
Pociąg trakcyjny (sieciowy), używany do remontów sieci trakcyjnej na trasie Międzyrzec Podlaski – Biała Podlaska

Pojazd wieżowy – pojazd kolejowy lub samochodowy, przeznaczony do prac nad przewodami trakcyjnymi (kolejowymi, tramwajowymi, trolejbusowymi). W początkach kolei elektrycznej i tramwajów używano lekkich, bezsilnikowych wagonów doczepnych o prostej konstrukcji. Współcześnie na kolei wykorzystuje się przede wszystkim wagony wieżowe, powstałe poprzez przebudowę wozów silnikowych. Do diagnostyki i napraw przewodów trolejbusowych oraz tramwajowych służą pojazdy samochodowe i tramwajowe, które są wyposażone w podnośnik na dachu.

## Kolejowe pojazdy wieżowe
Pierwszymi pojazdami wieżowymi były zwyczajne wagony z odkrytą platformą, na której zamontowana była drewniana wieża. Dzięki drewnianej konstrukcji i stosunkowo niskiemu napięciu (do 600 V) platforma dla pracowników umożliwiała wykonywanie prac przy naprawie przewodów. W sieciach zasilanych prądem stałym, pod pewnymi warunkami możliwa jest praca pod napięciem. Platforma dla pracowników oraz drabina muszą być wykonane z materiałów izolacyjnych i odizolowane od innych części pojazdu. Prace przy sieci prądu zmiennego nie mogą być wykonywane pod napięciem; przed naprawą przewodu należy odłączyć przewody od napięcia. Na kolei w celu diagnostyki przewodów trakcyjnych wykorzystuje się głównie pojazdy wieżowe powstałe w wyniku przebudowy innych wagonów. 

## Tramwajowe i trolejbusowe wagony wieżowe
W sieciach tramwajowych i trolejbusowych w celu naprawy i konserwacji przewodów wykorzystuje się samochody z podnośnikiem. Obrotowa platforma dla pracowników może poruszać się z dołu do góry. Platforma może być zamontowana na wysięgniku nożycowym, lub przegubowo – teleskopowym (na końcu ramienia znajduje się tzw. kosz dla pracownika, a część obracająca ramieniem zamontowana jest na platformie samochodu). Te samochody są zazwyczaj wyposażone w schowki na narzędzia i materiały, a także w kabinę przeznaczoną do przewozu pracowników. Konstrukcja samochodowych pojazdów wieżowych jest pod wieloma względami podobna do konstrukcji wozów strażackich. Samochody wykorzystywane do konserwacji tramwajowych przewodów trakcyjnych mogą być wyposażone w elementy, które umożliwiają im poruszanie się po torach (pojazd dwudrogowy).

## Galeria

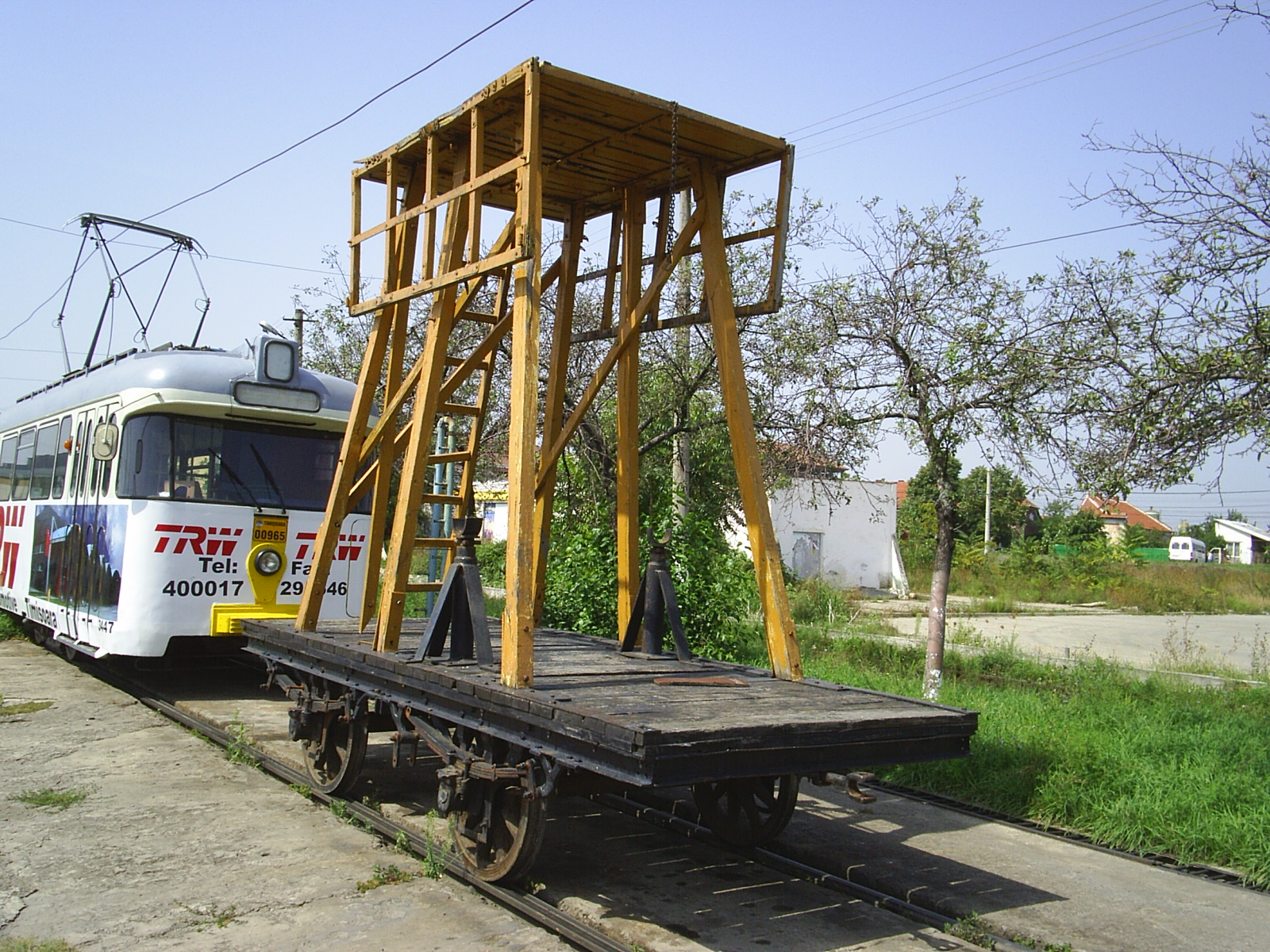
Tramwajowy pojazd wieżowy na podwoziu tramwaju konnego typu Simmering
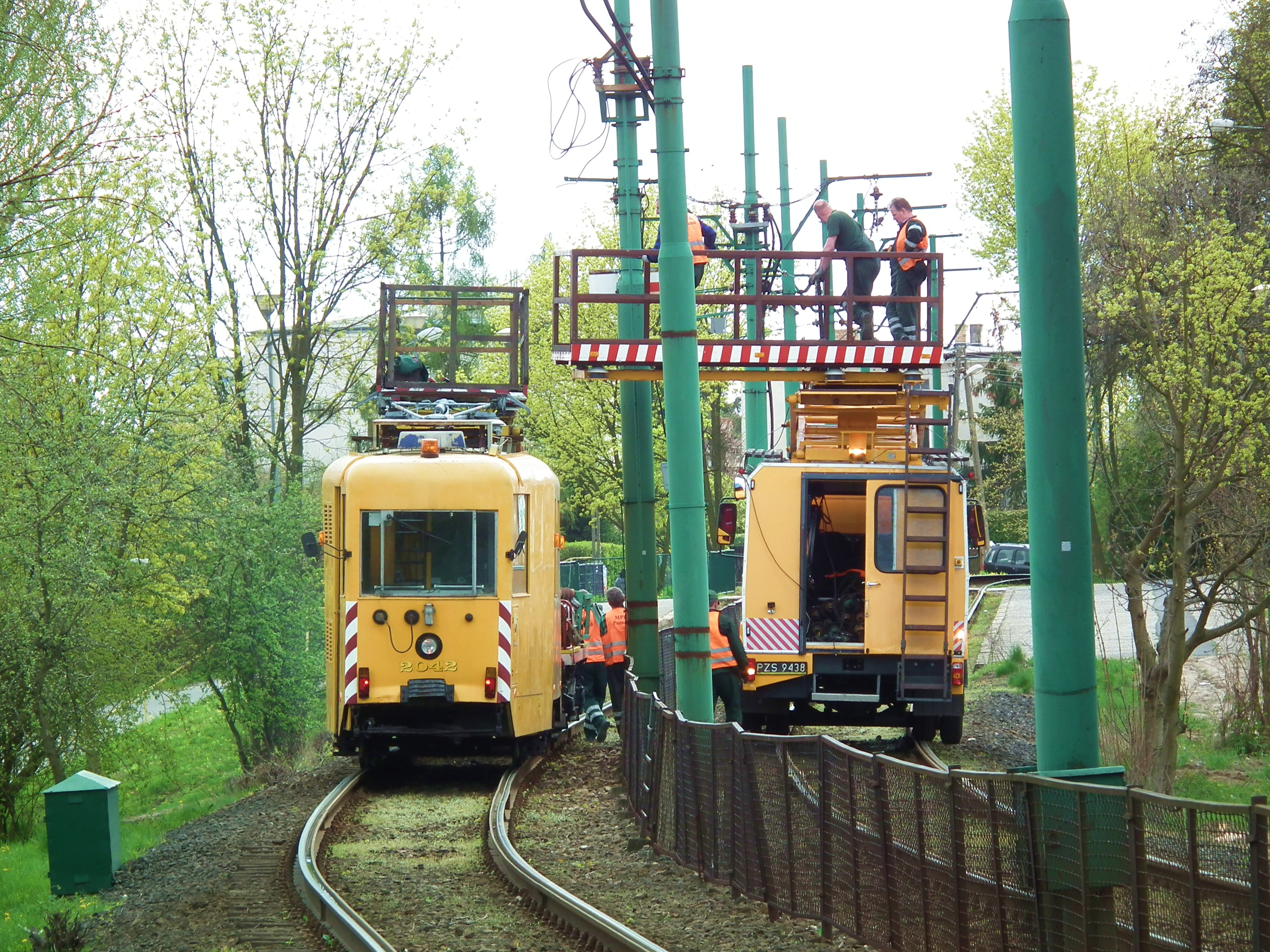
Tramwajowy pojazd wieżowy z silnikiem i pojazd wieżowy podczas remontu trasy tramwajowej w Poznaniu (kwiecień 2016)
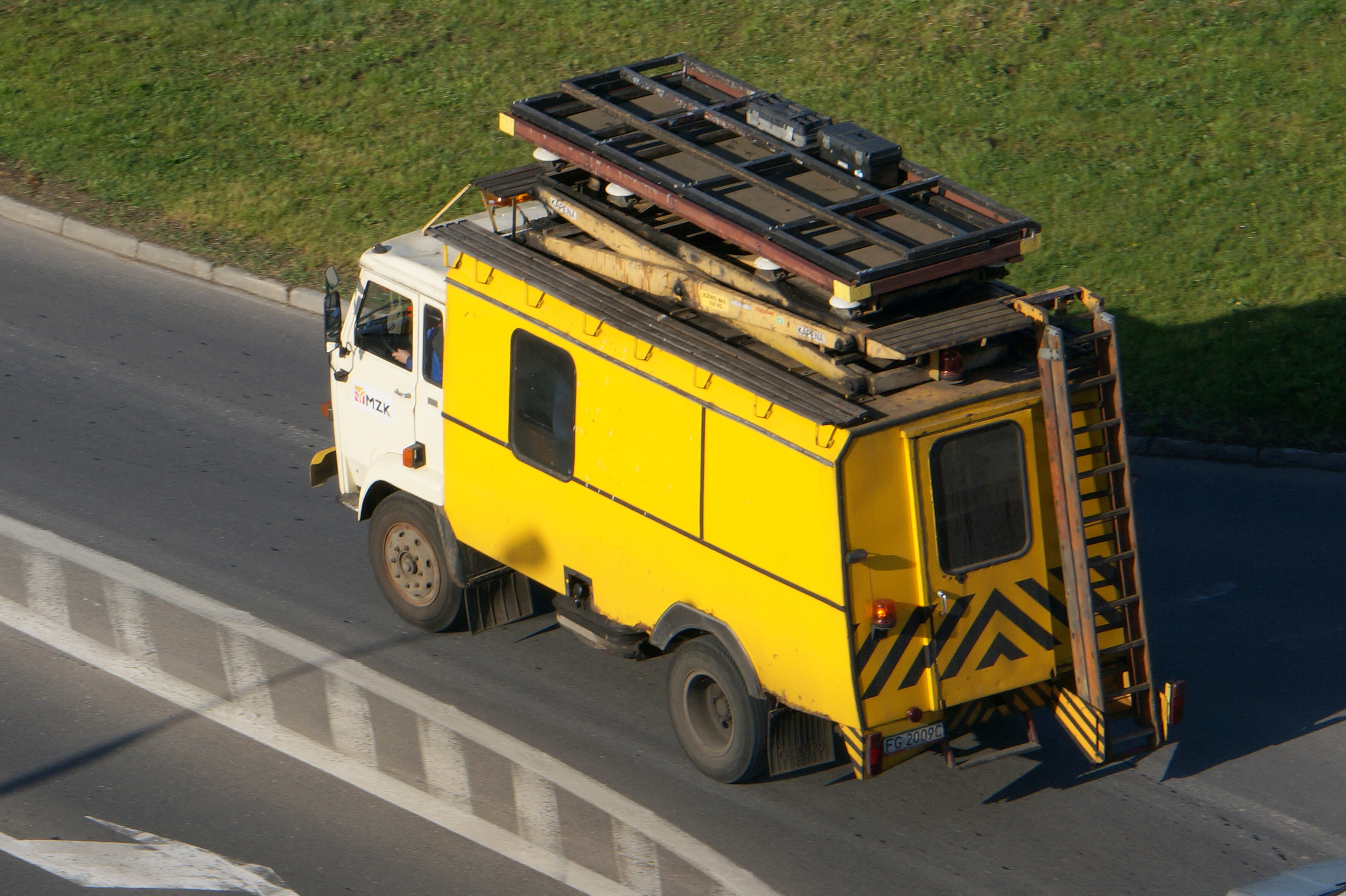
Star Z-28 SWN-11
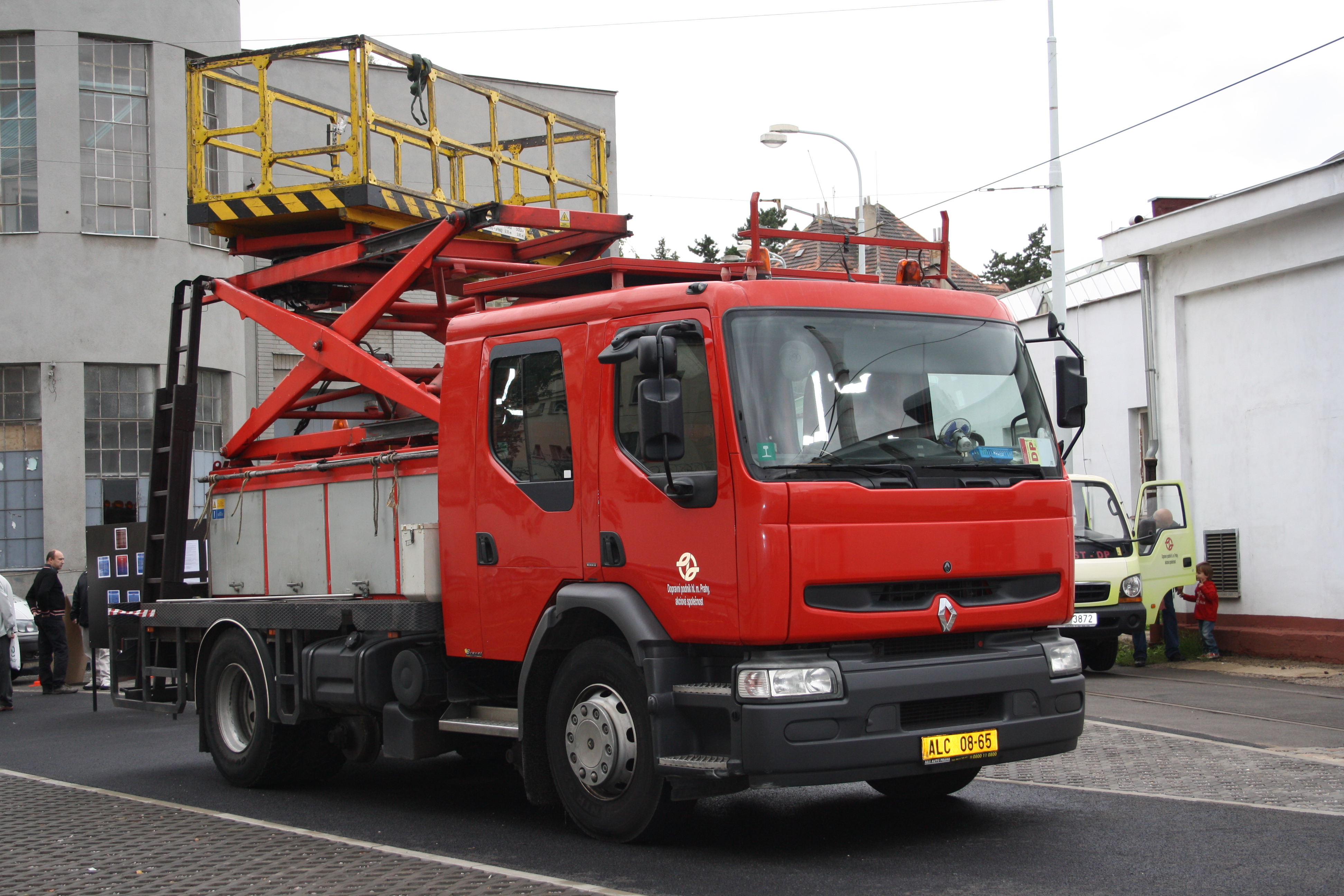
Pojazd wieżowy z podnośnikiem nożycowym
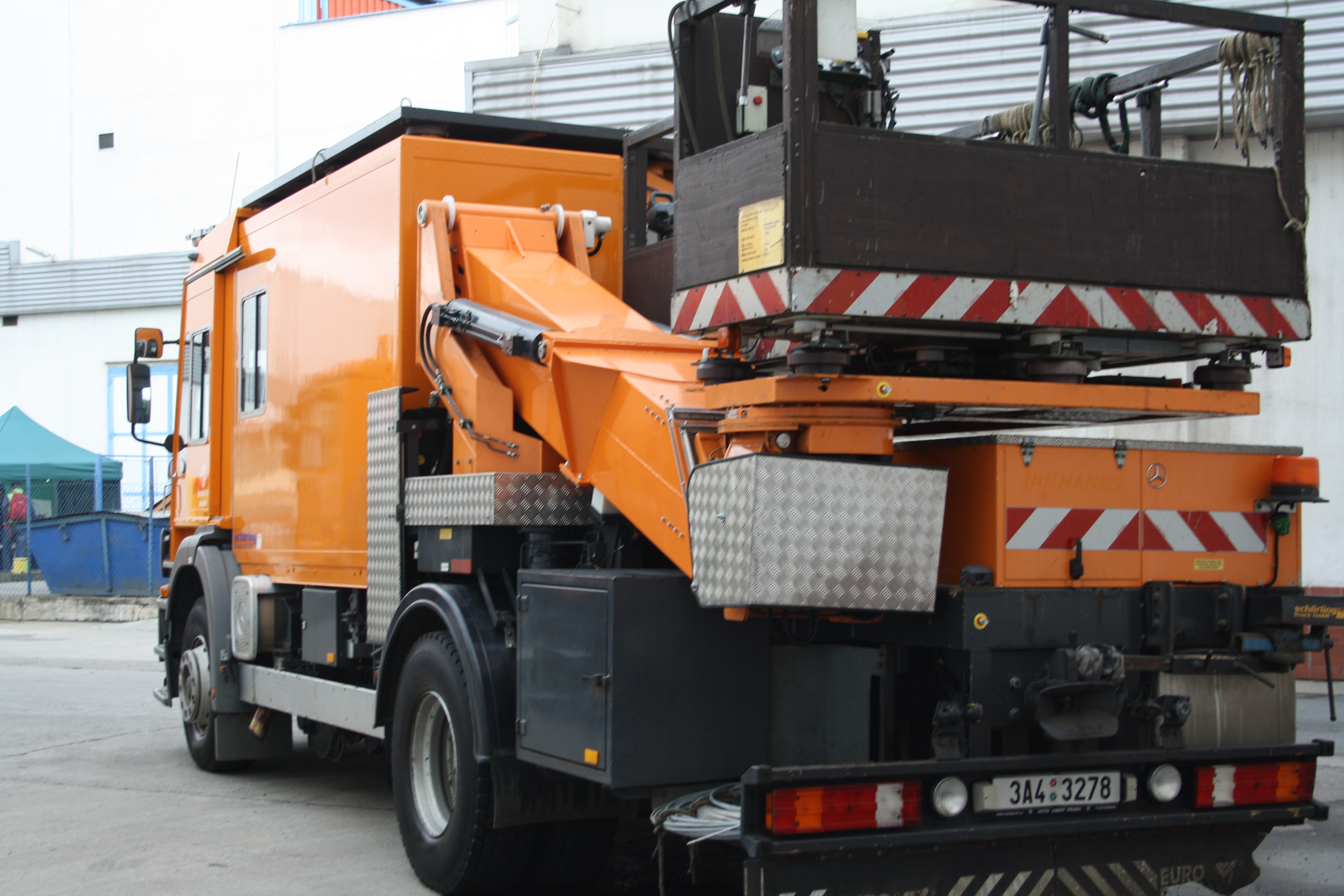
Pojazd wieżowy z podnośnikiem teleskopowym